# Celebration (Florida)
Celebration is een plaats (census-designated place) in de Amerikaanse staat Florida, en valt bestuurlijk gezien onder Osceola County. Het is een voorstad van Orlando en de vestigingsplaats van  The Walt Disney Company.

## Demografie
Bij de volkstelling in 2000 werd het aantal inwoners vastgesteld op 2736.

## Geografie
Volgens het United States Census Bureau beslaat de plaats een oppervlakte van
27,7 km², waarvan 27,6 km² land en 0,1 km² water.

## Plaatsen in de nabije omgeving
De onderstaande figuur toont nabijgelegen plaatsen in een straal van 16 km rond Celebration.

## The Walt Disney Company
Celebration, FL is een initiatief van The Walt Disney Company in een poging om de 'ideale leefgemeenschap van de toekomst' te bouwen. In het gepolariseerde Amerika van de 21e eeuw werd het echter een frontlinie in de identiteitspolitiek.
Nadat het parlement van Florida een wet had aangenomen die het scholen verbiedt om items over Homoseksualiteit en geslachtsverandering in het lesprogramma op te nemen, nam Disney daar nadrukkelijk afstand van. Vervolgens ontnam het parlement de voorstad Celebration haar status van autonoom district.